# Joachim Granit
Joachim Granit, född 1960, är en svensk konstnär, kreativ chef för konsthallen Färgfabriken i Stockholm sedan 2009. Han är gästföreläsare på konstskolor och universitet, flera projekt inom arkitektur och stadsplanering, även internationellt.
Granit gick på Kungliga Konsthögskolan 1980-85. Han har haft soloutställningar, bland annat i Stockholm (Galleri Flach, Konstnärshuset, Boibrino, Galleri Engström), Falun, Helsingfors, Mariehamn och Tokyo. Dessutom har han deltagit i grupputställningar i bland annat Frankfurt, Osaka, Leningrad, Stockholm och på Venedigbiennalen 2003.
Granit är representerad på exempelvis Moderna museet, hos Statens konstråd och Sveriges Radio.
Granit har fått stipendier från Helge Ax:son Johnsonstiftelsen, Carl Larssonstiftelsen, och Gustaf och Ida Unmans stiftelse. 
Granit är son till arkitekten Michael Granit, sonson till den finlandssvenske nobelpristagaren   Ragnar Granit och dotterson till skriftställaren Herman Stolpe.